# Leonid Jačmenëv
Leonid Aleksandrovič Jačmenëv (in russo Леонид Александрович Ячменёв?; Bol'šereč'e, 21 gennaio 1938 – Novosibirsk, 18 febbraio 2021) è stato un allenatore di pallacanestro sovietico, dal 1992 russo.

## Carriera
Ha guidato l'Unione Sovietica ai Campionati mondiali del 1986, ai Campionati europei del 1987 e ai Giochi olimpici di Seul 1988.